# Trespass (EP)
Trespass é o primeiro extended play do grupo sul-coreano Monsta X. Foi lançado pela Starship Entertainment em 14 de Maio de 2015 e distribuído pela LOEN Entertainment. O álbum contém sete faixas, incluindo os singles "무단침입 (Trespass)" e "솔직히 말할까 (Honestly)".

## Antecedentes e lançamento
Em 6 de maio de 2015, a Starship Entertainment anunciou que Monsta X estava pronto para debutar com seu primeiro extended play, intitulado Trespass, em um showcase no dia 13 de maio. Starship descreveu o EP como:
"Um apelo abrangente para o público que é preenchido com a identidade deles como artistas e sua juventude. Solidificará a imagem do Monsta X com sua interpretação do poder da juventude, forte hip hop, pop rítmico e R&B emocionante."
Em 7 de maio, um teaser do videoclipe da faixa-título "Trespass" foi divulgado no canal da Starship e 1theK no Youtube. Em 10 de maio, foi divulgada uma prévia de todas as faixas que iriam compor o EP. Em 13 de maio, depois de seu showcase de debut, o videoclipe de "Trespass" foi divulgado em ambos os canais do Youtube. O primeiro EP do grupo foi finalmente lançado no dia 14 de maio.

## Faixas
A lista de faixas foi divulgada na conta oficial do grupo no Twitter em 9 de maio de 2015.
| N.º            | Título                                                                                      | Letras                       | Música                        | Arranjos       | Duração |  |
| 1.             | "무단침입 (Trespass)"                                                                       | Kim Eana, Mad Clown          | 리시, Lee Ji-hoon, ASSBRASS   | 리시, ASSBRASS | 3:25    |  |
| 2.             | "출구는 없어 (No Exit)"                                                                     | Kihyun, Jooheon, Rhymer, I.M | Kihyun, 리시, Jooheon, Rhymer | 리시           | 3:28    |  |
| 3.             | "One Love"                                                                                  | Jooheon, 나고, I.M           | Jooheon, 나고                 | 나고           | 3:13    |  |
| 4.             | "솔직히 말할까 (Honestly)" (naração de Kim Dasom de Sistar)                                 | 크라이베이비, 루이           | 크라이베이비                  | 크라이베이비   | 3:52    |  |
| 5.             | "훔쳐 (Steal Your Heart) "                                                                  | Rhymer, Wonho, Jooheon, I.M  | 9999, ESBEE, ASSBRASS         | ASSBRASS       | 3:47    |  |
| 6.             | "Blue Moon"                                                                                 | Jooheon, I.M                 | Jooheon, 나고                 | 나고           | 3:10    |  |
| 7.             | "인터스텔라 (Interstellar)" (com Yella Diamond) (cantada apenas por Jooheon, Hyungwon, I.M) | Jooheon, I.M, Yella Diamond  | Yella Diamond                 | Yella Diamond  | 3:46    |  |
| Duração total: | Duração total:                                                                              | Duração total:               | Duração total:                | Duração total: | 24:46   |  |

## Desempenho nas paradas musicais e vendas
| Tabela musical                          | Melhor posição |
| --------------------------------------- | -------------- |
| Coreia do Sul (Gaon Weekly Album Chart) | 5              |
| Japão (Weekly Digital Albums Chart)     | 168            |

| País          | Vendas  |
| ------------- | ------- |
| Coreia do Sul | 37,041+ |
| Japão         | 336+    |